# Lygodactylus praecox
Lygodactylus praecox är en ödleart som beskrevs av  Pasteur 1995. Lygodactylus praecox ingår i släktet Lygodactylus och familjen geckoödlor. Inga underarter finns listade i Catalogue of Life.